# Vitali Starukhin
Vitali Starukhin   (Minsk, 6 de juny de 1949 - Donetsk, 9 d'agost de 2000) fou un futbolista ucraïnès, nascut a Belarús, de la dècada de 1970.
Fou internacional amb la selecció soviètica i amb Ucraïna.
És considerat un dels millors jugadors de la història del Xakhtar Donetsk.